# قاضی‌آباد (شهربابک)
قاضی‌آباد، روستایی از توابع بخش دهج شهرستان شهربابک در استان کرمان است.

## جمعیت
این روستا در دهستان دهج قرار دارد و براساس سرشماری مرکز آمار ایران در سال ۱۳۹۵، جمعیت آن ۵۹ نفر (۲۰ خانوار) بوده‌است.